# Verity (nave da carico)
La Verity è stata una nave da carico battente bandiera del Regno Unito costruita nel 2001. È naufragata a seguito di una collisione al largo dell'isola di Helgoland nel 2023 con la portarinfuse Polesie.

## Caratteristiche
La Verity venne costruita nei Paesi Bassi nel 2001 e gestita dal 2008 dalla compagnia di navigazione anglo-olandese Faversham Ships, con sede a Cowes (Isola di Wight). Era una nave da carico con una lunghezza fuori tutto di 91,25 m per una stazza lorda di 2.601 tsl e una portata lorda di 3.676 DWT. La Verity era registrata nell'Isola di Man ed era identificata con il numero IMO 9229178. A bordo era presenta un equipaggio di sette persone.
Aveva un tipico progetto di nave da carico generale, sebbene fosse rinforzata per carichi pesanti fino a 15 tonnellate per metro quadrato. Era dotata di due paratie, che dividevano il suo unico portello di carico, con sei diverse posizioni chiudibili a chiave. Inoltre, poteva trasportare 1.533 tonnellate di zavorra e 284,72 tonnellate di carburante.

## Storia
È stata costruita nel 2001 come Estime, ribattezzata Union Mercury nel 2004, Veqxui nel 2008 e infine Verity nel 2017.

### Guasto al motore del 2016
Il 28 gennaio 2016, il motore della Verity si era guastato, bloccandola in mare aperto. Iniziò ad andare alla deriva verso il capo d'Hartland, lungo la costa del Devon. Il giorno successivo, venne rimorchiata dall'HNLMS De Ruyter e poi dal rimorchiatore Bremen Fighter a Swansea.

### Il naufragio
Il 23 ottobre 2023 alle 19:07 ora UTC, la nave partì da Brema (Germania) in rotta per Immingham (Inghilterra). Il 24 ottobre, intorno alle 9:00 (UTC+2), la nave da carico Polesie entrò in collisione con il lato di dritta della Verity, che s'inabissò. Nell'incidente morì 1 marinaio e 4 rimasero dispersi.